# Нижнепетровский
Нижнепетровский — хутор в Милютинском районе Ростовской области.
Входит в состав Маньково-Березовского сельского поселения.

## География

### Улицы
| - ул. Горького, - ул. Ермака, - ул. Животноводческая, - ул. Марьевка, - ул. Мира, - ул. Молодёжная, | - ул. Победы, - ул. Промышленная, - ул. Ростовская, - ул. Седова, - ул. Школьная. |

## История
На северо-востоке Ростовской области, по берегу реки Березовой — в лощине между двумя холмами раскинулся длинной цепочкой казачий хутор Петровский.
В начале второй половины XIX столетия жители хутора Рубежина Еланской станицы Петр Никонович Петров с группой казаков верховья Дона прибыли в эти места, чтобы обследовать их и переселиться на постоянные место жительства. Причиной переселения стал тот факт, что станицы и хутора Верхнего Дона были сильно перенаселены. Это побудило казаков искать новые плодородные земли. Непременным условием нового местожительства должна была быть река. И тут еланцам опять повезло: в этих далеких степях протекала река, которой дали название Березовая. В больших количествах водились в реке рыба. Земли в окрестностях были плодородными, что, конечно, сыграло важную роль для выбора места для нового хутора. Название хутор получил в честь первого его исследователя — Петрова Петра Никоновича. Отсюда и название — Петровский.
Первые свои жилища казаки строили из глины (лепили саман). Но и те глинобитные хатки подвергались частому разорению: иногородние жители слободы Маньково-Березовской, к тому времени уже существовавшей, не хотели иметь в соседях казаков, так как боялись, чтобы та земля, которая находилась в их пользовании, не перешла в пользование вновь поселившихся. С каждым годом хутор рос, увеличивалось количество жителей. Больших усилий стоило разработать целину, чтобы на следующий год можно было сеять. Но и эти трудности были пройдены. Старожилы рассказывали, что в поле, когда пахали, часто находили кости людей, коней, оружия. Это свидетельствует о том, что некогда донские степи или Дикое Поле (так называли в древности земли Северного Причерноморья) было местом пересечения торговых путей киммерийцев, скифов, римлян, готов, гуннов, татар, славян и многих других. По-видимому, когда-то происходили жаркие бои с кочевниками и на территории хутора Петровского, о чём свидетельствуют бранные останки воинов.
В 1902 году была открыта церковно-приходская школа. Первыми учителями были Стефан Морозов, помощницей учителя Полина Еременко, а заведующим и одновременно законоучителем состоял священник Андрей Попов. До 1905 года жители Петровского молились в Маньково-Березовской церкви. В 1905 году усердием прихожан хуторов Петровского и Николаевского в хуторе была построена своя деревянная церковь — Рождество-Богородицкая. Между хуторами Николаевским и Петровским был утопающий в саду райский уголок, где и проживал, не в обиду ни одному из хуторов, священник Попов Андрей. Впоследствии хуторок назвали Поповка.
С развитием хутора Петровского богатые казаки открывали торговые лавки. На месте глиняных изб появились добротные пятистенки, рубленые курени. Кто был победнее, тот довольствовался глинобитными флигелями. Зажиточные казаки в своем хозяйстве имели кузницы, паровые мельницы, маслобойни, паровые молотилки и другие орудия труда. На период весенне-летних трудов нанимали иногородних и бедных казаков в батраки. Помимо выращивания хлеба, занимались и разведением домашнего скота, птицы. Хутор утопал в пышной зелени фруктовых садов. Осенью урожай садов, огородов, полей везли на шумную ярмарку. Приводили на продажу скот, везли птицу. Торговые ярмарки обычно проходили в слободе Маньково-Березовской, а чаще всего в хуторе Полякове. Если кому нужно было приобрести редкие промышленные товары, так те на лошадях или быках ездили на станцию в Морозовскую. Дорога занимала 2-3 дня пути.
В казачьем хуторе Петровском до Первой Мировой Войны насчитывалось 127 дворов с населением 511 душ. Каждый казак имел надел 25 десятин.
Если же учесть, что основным богатством была земля, то это и привело к обострению межсословных отношений между казаками и марьевскими хохлами. Дрались за прогоны и водопои для скота, за каждый аршин земли. Кулачные схватки были не редки на льду пруда у водяной мельницы. В лихолетье гражданской войны в большинстве своем жители Марьевки и Петровского были в разных враждующих лагерях.
Революционные события 1905—1907 годов не всколыхнули спокойную жизнь хутора. Лишь из рассказов служивших казаков, вернувшихся домой, узнали хуторяне о борьбе рабочих с самодержавием.

## Население
| 2010 |
| ---- |
| 394  |

## Достопримечательности
Территория Ростовской области была заселена еще в эпоху неолита. Люди, живущие на древних стоянках и поселениях у рек, занимались в основном собирательством и рыболовством. Степь для скотоводов всех времён была бескрайним пастбищем для домашнего рогатого скота. От тех времен осталось множество курганов с захоронениями жителей этих мест. Курганы и курганные группы находятся на государственной охране.
Поблизости от территории хутора Нижнепетровского Милютинского района расположено несколько достопримечательностей – памятников археологии. Они охраняются в соответствии с Федеральным законом от 25.06.2002 N 73-ФЗ "Об объектах культурного наследия (памятниках истории и культуры) народов Российской Федерации", Областным законом от 22.10.2004 N 178-ЗС "Об объектах культурного наследия (памятниках истории и культуры) в Ростовской области", Постановлением Главы администрации РО от 21.02.97 N 51 о принятии на государственную охрану памятников истории и культуры Ростовской области и мерах по их охране и др.
- Курганная группа "Нижне-Петровский I" из двух курганов. Находится на расстоянии около 1,0 км к юго-западу от хутора Нижнепетровского.
- Курганная группа "Нижне-Петровский II" из трех курганов. Находится на расстоянии около 500 метров к востоку от хутора Нижнепетровского.
- Курганная группа "Нижне-Петровский III" (2 кургана). Находится на расстоянии около 1,0 км к югу от хутора Нижнепетровского.
- Курганная группа "Верхне-Петровский I" (3 кургана). Находится на окраине хутора Нижнепетровского.
- Курганная группа "Верхне-Петровский II" (5 курганов). Находится на расстоянии около 500 метров к югу от хутора Нижнепетровского[3].